# Trần Ngọc Lan Khuê
Lan Khuê (tên đầy đủ Trần Ngọc Lan Khuê, sinh ngày 4 tháng 1 năm 1992) là hoa khôi áo dài, người mẫu và giám khảo người Việt Nam, từng đoạt giải á quân Asian Supermodel 2012, giải vàng Siêu mẫu Việt Nam 2013, đăng quang Hoa khôi Áo dài Việt Nam 2014 và là đại diện Việt Nam tại Hoa hậu Thế giới 2015 với thành tích Top 11. Lan Khuê được giới mộ điệu Việt Nam công nhận là 1 trong tứ đại siêu mẫu thế hệ mới cùng Võ Hoàng Yến, Hoàng Thùy và Minh Tú.

## Tiểu sử
Lan Khuê sinh ra trong gia đình gia giáo, có truyền thống hiếu học. Ba mẹ cô đều là giảng viên trường Đại học Sư phạm Thành phố Hồ Chí Minh. Ông cô chính là hiệu trưởng đầu tiên của Trường Đại học Sư phạm Thành phố Hồ Chí Minh - GS, Nhà giáo nhân dân Trần Thanh Đạm.
Học giỏi, thông minh nhưng lại muốn rẽ ngang trở thành người mẫu chuyên nghiệp, Lan Khuê gặp phải sự ngăn cản, phản đối của gia đình. Cô phải mất một thời gian dài để thuyết phục mẹ là giảng viên nghiêm khắc. Cô kể, sau khi thi vào khoa tiếng Đức của trường Đại học Khoa học Xã hội và Nhân văn TP Hồ Chí Minh, cô xin mẹ một năm để thử sức với con đường người mẫu chuyên nghiệp. Nếu cô khẳng định được bản thân ở con đường này, gia đình sẽ đồng ý để cô theo đuổi đam mê.

## Sự nghiệp

### Tiền đề cho sự nghiệp
Lan Khuê ban đầu có ý định tham gia giới người mẫu bằng việc tham gia cuộc thi Siêu mẫu Việt Nam 2011. Tuy nhiên, cô không thể có mặt trong dàn thí sinh dự thi vì gặp sự cố và không qua khỏi vòng casting. Cũng trong năm này, cô chưa được gia đình ủng hộ việc làm người mẫu và muốn cô chú tâm vào việc học hơn.

### 2012 – 2013: Bắt đầu sự nghiệp với các cuộc thi người mẫu
Đầu năm 2012, Lan Khuê trở lại cuộc thi Siêu mẫu Việt Nam, và trong đêm chung kết diễn ra tại Hà Nội, cô đã đoạt giải phụ Siêu mẫu triển vọng. Cô trình diễn lần đầu tiên với tư cách người mẫu trong khuôn khổ thời trang Elle Fashion Show 2012. Từ đây, Lan Khuê đầu quân cho công ty quản lý người mẫu Elite và được Hà Anh đào tạo kỹ năng catwalk và trình diễn. Sau đó, Lan Khuê lên đường tới Nam Ninh, Trung Quốc tham dự cuộc thi Asian Supermodel Contest 2012, trải qua nhiều vòng thi cô giành vị trí thứ 3 chung cuộc (sau thí sinh Trung Quốc và Hàn Quốc) đồng thời đạt giải Người mẫu ăn ảnh. Cô tiếp tục tham gia cuộc thi New Silk Road Model Look tại Clark, Philippines. Sau 4 vòng thi, cô xuất sắc nhận được giải Á quân 1, Quán quân thuộc về thí sinh tới từ Trung Quốc, Á quân 2 thuộc về Thái Lan.
Cuối năm 2013, Lan Khuê tham gia Siêu mẫu Việt Nam 2013 và giành chiến thắng, đạt được giải Vàng cao nhất của cuộc thi, là bước đệm lớn đầu tiên trong sự nghiệp của cô.. Một tuần sau đó, báo chí Việt Nam đồng loạt đưa tin Lan Khuê bay tới Hàng Châu, Trung Quốc để tham dự Giải thưởng Thời trang châu Á do Hiệp hội Thời trang châu Á tổ chức và lọt vào Top 5, thực chất, sự kiện mà cô tham gia mang tên Thịnh Trang Á Châu – Lễ trao giải Thời thượng châu Á, một sự kiện có quy mô nhỏ diễn ra hằng năm tại Thành Đô, Tứ Xuyên được tổ chức bởi Liên minh Phương tiện truyền thông Thời thượng châu Á, một tổ hợp truyền thông tầm trung có trụ sở đặt tại Hàng Châu.

### 2014 – 2015: Tham gia điện ảnh và các cuộc thi sắc đẹp
Đầu năm 2014, Lan Khuê được mời biểu diễn tại cuộc thi Bước nhảy Hoàn vũ với vũ điệu Tango.
Đạo diễn Trương Quang Thịnh sau đó đã chọn Lan Khuê đóng vai ca sĩ Trang Nhi trong bộ phim điện ảnh Sơn đẹp trai, tham gia diễn xuất cùng ca sĩ Bằng Kiều. Bộ phim được ra mắt vào năm 2015.
Tháng 9, Lan Khuê tham gia cuộc thi Hoa khôi Áo dài Việt Nam. Cô vượt qua 17 thí sinh và đạt thành tích cao nhất của cuộc thi bên cạnh Á khôi 1 Phạm Hồng Thúy Vân và Á khôi 2 Nguyễn Thị Lệ Quyên. Với danh hiệu Hoa khôi, cô giành quyền đại diện Việt Nam tại Hoa hậu Thế giới 2015, đồng thời trở thành bước ngoặt lớn trong sự nghiệp Lan Khuê, đưa cô từ hạng C lên hàng B của làng mẫu Việt.
Sau khi đăng quang, cô đã lập nên dự án nhân ái hướng tới đối tượng là những em nhỏ bị mắc bệnh ung thư mang tên Xoa dịu nỗi đau bệnh nhi ung thư. Dự án được xây dựng dựa trên chính trải nghiệm của Lan Khuê khi trong gia đình cô có 2 bé bị bệnh ung thư máu.
Cuối tháng 11, Lan Khuê bay sang Thành phố Tam Á, Trung Quốc để dự thi Hoa hậu Thế giới. Trong suốt quá trình thi, cô được các chuyên gia sắc đẹp tại cuộc thi đánh giá cao về khả năng trình diễn. Trong đêm chung kết, cô đã không lọt vào Top 50, tuy nhiên ban tổ chức đã thông báo Lan Khuê chiến thắng giải bình chọn People's Choice Award bởi khán giả, nên cô được đặc cách lọt thẳng vào Top 11 và dừng chân tại đây cùng với giải phụ World Best Fashion Designer Award. (Do cuộc thi thay đổi format vào phút cuối, thay vì thí sinh chiến thắng giải bình chọn sẽ được vào thẳng Top 6 để thi ứng xử, ban tổ chức chỉ cho cô vào Top 11)
Cuối năm 2015, Lan Khuê còn thử sức với vai trò MC trong một số chương trình truyền hình.

### 2016: Huấn luyện The Face Vietnam và điều hành Elite Model
Trở về từ cuộc thi, Lan Khuê tiếp tục phát triển dự án của mình và đối tượng được hướng đến của dự án không chỉ là bệnh nhi ung thư mà còn mở rộng hướng đến các trẻ em sống trong đói nghèo, đồng thời một dự án dài hơi Nước sạch 4life được xây dựng.
Bộ váy dạ hội thắng giải thiết kế tại cuộc thi Hoa hậu thế giới được bán đấu giá và người giành được là một doanh nhân Trung Quốc. Số tiền thu được được dùng trong quỹ của dự án. Trong một bài phỏng vấn, Lan Khuê có nhắc tới rằng, khi tham dự Hoa hậu thế giới, cô có mang tới cuộc thi một bức tranh Hoa Hướng Dương và xin đầy đủ tất cả chữ ký của Hoa hậu các nước, bức tranh này được đấu giá và số tiền thu được sẽ dùng cho từ thiện.
Ngày 2 tháng 4, Chủ tịch của cuộc thi Hoa hậu Hòa bình Quốc tế và đương kim Hoa hậu Claire Elizabeth Parker tới Việt Nam, mời Lan Khuê tham dự cuộc thi Hoa hậu Hòa bình Quốc tế 2016, tuy nhiên, các kế hoạch của Lan Khuê đã lấp đầy trong năm, vì vậy mà cô đã nhường cơ hội này cho Á khôi 1 của cuộc thi Hoa khôi Áo dài Việt Nam 2016 Huỳnh Thị Yến Nhi và trở thành Giám đốc quốc gia của cuộc thi này tại Việt Nam.
Ngày 23 tháng 4, Ban tổ chức công bố huấn luyện viên của chương trình Gương mặt thương hiệu mùa đầu tiên bao gồm ca sĩ/ người mẫu Hồ Ngọc Hà, Hoa hậu/ người mẫu Phạm Hương và Hoa khôi/ Siêu mẫu Lan Khuê, dẫn chương trình là người mẫu Vĩnh Thụy.
Cũng trong năm này, cô làm giám khảo tại các cuộc thi và chương trình truyền hình thực tế như Bước nhảy ngàn cân, Thử thách cùng bước nhảy, Hoa khôi xứ Dừa 2016.
Tháng 11, Lan Khuê được bổ nhiệm chức vụ giám đốc điều hành của công ty quản lý người mẫu Elite khu vực phía nam.
Lan Khuê hiện là gương mặt đại diện duy nhất của thương hiệu L'oreal Paris tại Việt Nam .
Lan Khuê là một trong 2 Gương mặt đại diện của UFC tại Việt Nam cùng với diễn viên Trương Ngọc Ánh.

### 2017: Huấn luyện viên The Face Vietnam
Đầu năm 2017, Lan Khuê nhận được nhiều lời mời trình diễn trong các show thời trang lớn và nhỏ trên cả nước, đặc biệt cô còn đảm nhận một số vị trí quan trọng trong một số show diễn của các nhà thiết kế.
Ngày 17 tháng 4, Bộ 3 huấn luyện viên của show truyền hình thực tế Gương mặt thương hiệu mùa 2 được công bố gồm Lan Khuê, Hoàng Thùy và Minh Tú, người dẫn chương trình là diễn viên, người mẫu Hữu Vi. Ngay khi tập 1 của cuộc thi được phát sóng, có nhiều tranh cãi đã xảy ra xung quanh vấn đề cô được ngồi giữa trong khi là người vào nghề muộn nhất và có thành tích chưa thật sự nổi trội so với Hoàng Thùy và Minh Tú, tuy nhiên vấn đề đã được giải thích rằng việc cô ngồi ghế giữa chỉ đơn giản là vì cô đã từng có kinh nghiệm khi ngồi ghế huấn luyện viên của mùa giải trước. Chung kết cuộc thi, thí sinh Tú Hảo thành viên team Lan Khuê đã trở thành quán quân với lượt bình chọn chiếm 30,75%, thí sinh Trương Mỹ Nhân team Lan Khuê đạt danh hiệu Á quân cùng với Tường Linh team Hoàng Thùy và Đồng Ánh Quỳnh team Minh Tú.
28 tháng 6, Lan Khuê nhận được giải đề cử Người mẫu tài năng của năm tại lễ trao giải Elle Show Awards. Tháng 7, Lan Khuê có mặt tại Nha Trang để quay bộ phim Mẹ Chồng của đạo diễn Lý Minh Thắng cùng các diễn viên Thanh Hằng, Diễm My, Lâm Vinh Hải, Midu. Trung tuần tháng 12, Lan Khuê đã tới Đài Loan tham dự Lễ trao giải Thời trang Châu Á, Lan Khuê là khách mời duy nhất đến từ Việt Nam tại sự kiện này.
Lan Khuê tiếp tục đại diện thương hiệu UFC, năm 2017, Lan Khuê trở thành đại sứ thương hiệu Salonpas tại Việt Nam 

### 2018 – nay: Hoạt động sau The Face Vietnam
Ngày 07/01/2018 Lan Khuê tổ chức buổi fan meeting lần thứ hai của mình.
Trong năm 2018, Lan Khuê tiếp tục hành trình tìm kiếm và đào tạo những nhân tố mới cho làng thời trang Việt Nam, cô trở thành Host của cuộc thi Siêu mẫu Việt Nam 2018  đồng thời là giám khảo tuyển sinh chương trình Vẻ đẹp thương hiệu (2018) 
Cuộc thi Hoa hậu Sắc đẹp Quốc tế sẽ được diễn ra vào tháng 2 năm 2023 tại Thành phố Hồ Chí Minh, Việt Nam sau 3 năm bị trì hoãn vì ảnh hưởng của đại dịch COVID-19. Cô được ban tổ chức chọn sẽ là giám khảo của cuộc thi lần này.
Trưa ngày 24 tháng 2 năm 2023, sau nhiều lời đồn đoán, Lan Khuê gây chấn động dư luận khi lên tiếng chính thức xác nhận sở hữu bản quyền cuộc thi Miss Universe Vietnam.
Tối ngày 19 tháng 6 năm 2023, trang cá nhân của cuộc thi Người Mẫu Toàn Năng - The New Mentor chính thức xác nhận Lan Khuê đảm nhiệm vai trò huấn luyện viên, cùng với Thanh Hằng - Hồ Ngọc Hà - Hương Giang.

## Đời tư
Cô đã lập gia đình với John Tuấn Nguyễn và hạ sinh một bé trai vào ngày 23 tháng 11 năm 2019.

## Tranh cãi
Tháng 11 năm 2015, nữ diễn viên nổi tiếng Lý Nhã Kỳ tổ chức một show diễn thời trang quy tụ nhiều người mẫu nổi tiếng tại Việt Nam, nhân vật chủ chốt của show diễn là nhà thiết kế người Pháp lừng danh thế giới Alexis Mabille. Một năm sau, cư dân mạng phát hiện rằng vào đúng sự kiện của một năm trước, báo chí đồng loạt đăng tải về "một người mẫu có tên tuổi đã hủy show diễn vào phút chót với lý do cô được xếp diễn ở vị trí thứ 10, trước đó chân dài này đề nghị được mở màn, hoặc chốt màn nhưng ê-kíp không chấp thuận". Lý Nhã Kỳ, trong tư cách cựu Đại sứ Du lịch Việt Nam, đã phê bình cách làm việc của cô người mẫu: "Chúng tôi nghĩ, người mẫu đó đã có lối cư xử không tốt, gây ảnh hưởng chung đến tinh thần và làm xấu hình ảnh người mẫu Việt. Cô ấy nên có một lời xin lỗi đến những người chị, người bạn đồng nghiệp của mình trong show diễn". Sau khi tìm hiểu về show diễn, netizen đồng loạt chứng minh người mẫu được cho là bùng show diễn chính là Hoa khôi Áo dài Việt Nam 2014, ban đầu cô có tên trong danh sách những người mẫu tham dự sự kiện, nhưng vào phút chót thì không xuất hiện tại đêm diễn. Lan Khuê đồng thời bị đánh giá về thái độ làm việc thiếu trách nhiệm của mình khi tự động rút lui khỏi show diễn không một lời báo trước chỉ vì không được diễn vị trí vedette. Cô cũng đã từ chối bình luận về ồn ào của mình.
Đầu tháng 1 năm 2016, trên các trang mạng xã hội xuất hiện một đoạn clip ngắn ghi lại cuộc nói chuyện giữa Lan Khuê và ekip của mình trong hậu trường chương trình Duyên dáng Việt Nam, trong đó Lan Khuê cùng những người hỗ trợ trang điểm, trang phục trong ekip đã nhắc đến Hoa hậu Hoàn vũ Việt Nam 2015 Phạm Thị Hương một cách giễu cợt và thiếu tôn trọng mặc dù trước đó Phạm Hương từng kêu gọi người hâm mộ bình chọn để Lan Khuê thắng giải tại Hoa hậu Thế giới 2015. ngay sau đó cư dân mạng đã dậy sóng và đả kích trên trang cá nhân Facebook của Lan Khuê. Giữa tâm bão ồn ào, cô đã lên tiếng khẳng định mình không hề nói xấu Phạm Hương và không đồng tình với người đã tung clip lên mạng, còn nhân viên trang điểm trong cùng cuộc nói chuyện với Lan Khuê đã từ chối trả lời các câu hỏi từ cánh phóng viên, Phạm Hương chọn cách không quan tâm vì cô cho rằng cô và họ không liên quan đến nhau.
Ngày 3 tháng 7 năm 2017, một đoạn clip ngắn khoảng 45 giây ghi lại hình ảnh bộ ba huấn luyện viên người mẫu, Lan Khuê, Minh Tú và Hoàng Thùy đang cùng thực hiện đoạn video hình hiệu cho chương trình The Face Vietnam 2017, được tung lên mạng xã hội sau khi Lan Khuê bị một thành viên trong đoàn hỗ trợ của Minh Tú tố là có những lời lẽ không chuẩn mực. Trong đó, Lan Khuê được cho là đã có những lời nói nhạy cảm, thô tục và không phù hợp với danh hiệu hoa khôi của cô, liền sau đó, cô đã nhận không ít chỉ trích từ cộng đồng mạng.
Ngày 18 tháng 7 năm 2021, cô đã gây chú ý khi đăng tải dòng trạng thái chia sẻ về tình hình dịch COVID-19 tại Việt Nam. Phát ngôn của cô sau đó dấy lên nhiều tranh cãi xoay quanh vấn đề ứng phó với dịch của cơ quan thẩm quyền. Vào ngày 19 tháng 7 cùng năm, Lan Khuê đã có động thái xin lỗi vì những phát ngôn của mình.

## Đại sứ

### Lễ hội văn hóa
| Năm  | Lễ hội                       | Đại sứ                       | Ghi chú                                   | Nguồn  |
| ---- | ---------------------------- | ---------------------------- | ----------------------------------------- | ------ |
| 2015 | Lễ hội Áo dài TP Hồ Chí Minh | Đại sứ áo dài TP Hồ Chí Minh | -                                         | [ 43 ] |
| 2016 | Lễ hội Áo dài TP Hồ Chí Minh | Đại sứ áo dài TP Hồ Chí Minh | Đại sứ áo dài quốc tế là Hoa hậu Kỳ Duyên | [ 44 ] |
| 2016 | Festival Huế                 | Đại sứ áo dài                | Model trong BST của NTK Đức Hùng          | [ 45 ] |
| 2016 | Giờ trái đất                 | đại sứ                       | Đại sứ cùng vũ công Quang Đăng            | [ 46 ] |

## Diễn xuất

### Phim truyền hình
- Tiệm bánh Hoàng tử bé tập 235 (2013) – vai Người mẫu Lan Khuê

### Phim điện ảnh
- Sơn đẹp trai (2015) – vai Trang Nhi[47]
- Mẹ chồng (2017) – vai Tư Thì[48]

## Show diễn tiêu biểu
Lan Khuê đã xuất hiện trên các show diễn thời trang từ đầu năm 2015 sau khi giành chiến thắng tại Hoa khôi Áo dài Việt Nam 2014. Tính đến hiện tại cô có khoảng 20 show diễn vị trí giữa, trong đó có khoảng 10 show diễn với vị trí model.
| Năm  | Vị trí | Bộ sưu tập             | Khuôn khổ                                            | Nhà thiết kế/Brand               | Ref    |
| 2013 | Model  | Cảm hứng Paris         | Chung kết Nhà thiết kế thời trang Việt Nam 2013      | Hoàng Minh Hà                    | [ 49 ] |
| 2013 | Model  | Samsung Galaxy Note 3  | Sự kiện ra mắt Samsung Galaxy Note 3                 | Đỗ Mạnh Cường                    | [ 50 ] |
| 2013 | Model  | Huê khôi xứ Nam Kì     | Vo Viet Chung Fashion Show                           | Võ Việt Chung                    | [ 51 ] |
| 2013 | Model  | IVY Senora             | IVY Moda Show                                        | Thương hiệu IVY Moda             | [ 52 ] |
| 2014 | Model  | Phong cách thượng đỉnh | Thời trang và Đam mê                                 | Umbrella Fashion                 | [ 53 ] |
| 2014 | Model  | Thạch Động             | Thời trang và Đam mê                                 | Nguyễn Hà Nhật Huy               | [ 54 ] |
| 2014 | Model  | Dấu ấn vàng son        | Thời trang và Đam mê                                 | Văn Thành Công                   | [ 55 ] |
| 2015 | Model  | Pre-Fall               | Lam Gia Khang Fashion Show                           | Lâm Gia Khang                    | [ 56 ] |
| 2015 | Model  | Saguaro                | Thời trang và Nhân vật                               | Danh Vinh (Thương hiệu Coco Sin) |        |
| 2015 | Model  | Dancing Colors         | Thời trang Phong cách trẻ                            | An Nhiên                         | [ 57 ] |
| 2016 | Model  |                        | Thời trang Phong cách trẻ                            | Xuân Phương                      |        |
| 2016 | Model  | Infinite Dream         | IVY Moda Fall-Winter Fashion Show                    | IVY Moda (Brand)                 | [ 58 ] |
| 2016 | Model  | Lối về thiên thai      | Vietnam International Fashion Week                   | Tạ Quang Nhật                    | [ 59 ] |
| 2016 | Model  | BST Tuấn Trần          | Elle Fashion Journey 2016                            | Tuấn Trần                        |        |
| 2017 | Model  | Black Phoenix          | Vision Steps of Glory 2017                           | Ivan Trần                        |        |
| 2017 | Model  | BST Xuân Hè            | Thời trang và Cuộc sống                              | Trương Thanh Long                | [ 60 ] |
| 2018 | Model  |                        | Vietnam International Fashion Week 2018 Fall/ Winter | Lâm Gia Khang                    |        |
| 2020 | Model  | La Roseraire           | Pink Garden Fashion Show                             | Khương Ninh                      |        |
| 2020 | Model  | Lối về thiên thai      | IVAN 6 - Ivan Resort 2020                            | Ivan Trần                        |        |

## Người mẫu quảng cáo

### Video quảng cáo
- Champion's Spirit – UFC Gym (2016)[61]
- L'Oréal Paris Micellar – L'Oréal (2018)[62]
- Pain Refief Patch – Salonpas (2019)[63]
- About the first childbirth – AIH (2020)[64]

### Bìa tạp chí
| Năm  | Số | Tạp chí         | Chủ đề                   | Ghi chú |
| ---- | -- | --------------- | ------------------------ | ------- |
| 2015 | 4  | Her World       | The Escape               | [ 65 ]  |
| 2016 | 7  | Golf            | GF No61: Into the Fall   | [ 66 ]  |
| 2016 | 8  | Vstyle          | Summer of Spont          | [ 67 ]  |
| 2016 | 10 | Đẹp             | Love and Hate            | [ 68 ]  |
| 2016 | 10 | L'Officiel      | The Power of Personality | [ 69 ]  |
| 2017 | 3  | Harper's Bazaar | The Power of Women       | [ 70 ]  |
| 2017 | 8  | Elle            | Brave and Bold           | [ 71 ]  |
| 2018 | 9  | Style           | New Romance              | [ 72 ]  |

## Giải thưởng và đề cử
| Năm  | Giải thưởng             | Hạng mục                        | Kết quả | Nguồn  |
| ---- | ----------------------- | ------------------------------- | ------- | ------ |
| 2016 | Tạp chí Phụ nữ ngày nay | Phụ nữ của năm                  | Đề cử   | [ 73 ] |
| 2016 | Wechoice Awards         | Giám khảo của năm               | Đề cử   |        |
| 2016 | Wechoice Awards         | Gương mặt gây bão mạng xã hội   | Đề cử   |        |
| 2017 | Elle Style Awards       | Người mẫu của năm               | Đề cử   | [ 74 ] |
| 2017 | Leep Asia               | Biểu tượng hình thể và giải trí | Đề cử   | [ 75 ] |
| 2018 | Elle Style Award        | Hình tượng thời trang của năm   | Đề cử   | [ 76 ] |

## Chương trình truyền hình đã tham gia
| Năm  | Chương trình/ Cuộc thi          | Vai trò             | Phát sóng trên |
| 2012 | Siêu mẫu Việt Nam               | Thí sinh            | VTV3           |
| 2013 | Siêu mẫu Việt Nam               | Thí sinh            | VTV3           |
| 2014 | Hoa khôi Áo dài Việt Nam        | Thí sinh            | VTV6           |
| 2015 | Thay lời muốn nói               | MC                  | HTV9           |
| 2015 | Siêu mẫu Việt Nam               | MC                  | VTV3           |
| 2016 | The Face Vietnam                | Mentor              | VTV3           |
| 2017 | The Face Vietnam                | Mentor              | VTV3           |
| 2017 | Hoa hậu Đại dương Việt Nam 2017 | Giám khảo           | VTV9           |
| 2017 | The Look Vietnam                | Giám khảo khách mời | VIVA           |
| 2018 | Chung kết Siêu mẫu Việt Nam     | Giám khảo           | VTV3           |
| 2023 | Hoa hậu Sắc đẹp Quốc tế         | Giám khảo           | VTVCab         |
| 2023 | The New Mentor                  | Super Mentor        | VTVCab         |